# Kanzi (république démocratique du Congo)
Kanzi est une localité de la république démocratique du Congo, située dans la province du Kongo central.